# فیلیپ ان‌دیورو
فیلیپ ندیورو (انگلیسی: Philippe N'Dioro؛ زادهٔ ۲۴ ژوئن ۱۹۶۲) بازیکن فوتبال اهل فرانسه است.
از باشگاه‌هایی که در آن بازی کرده‌است می‌توان به باشگاه فوتبال ستاره سرخ، باشگاه فوتبال نیس، و باشگاه فوتبال المپیک لیون اشاره کرد.